# 安平城隍廟
22°59′59″N 120°09′49″E / 22.99959°N 120.16353°E
安平鎮城隍廟又稱安平城隍廟，位於臺灣臺南市安平區，昔日為水師官兵所祭祀的廟宇，現與安平開臺天后宮、安平觀音亭、安平大眾廟同為安平地區四大公廟。其歷史可追溯至清乾隆年間，不過現今的建築是1989年重修的。

## 沿革

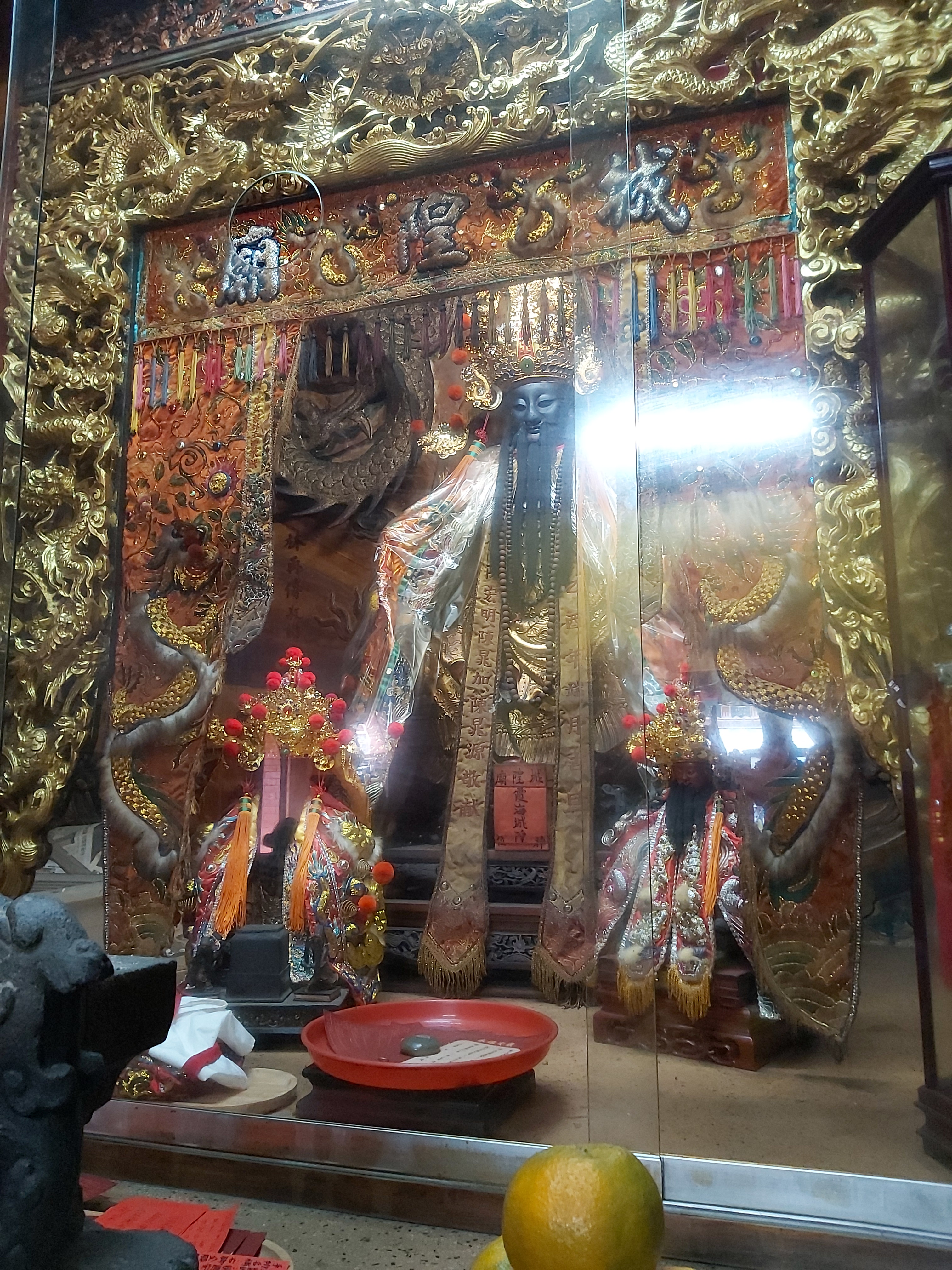
安平城隍廟城隍爺公聖像

安平城隍廟據《續修臺灣縣志》所載，為水師協鎮沈廷耀於乾隆十四年（1749年）所建，而後協鎮丁朝雄（1785年）、守備陳景星（1801年）與游擊詹勝、守備陳廷梅和李文瀾（1804年）曾修葺之。而同治二年（1863年）時的整修得到當地漁戶、地方官員與水師的響應，其姓名與捐款金額都留在三支梁籤上。廟宇於隔年修葺完成，並留下當時臺灣水師中協副總府游紹芳所贈之「被靈夑理」的匾額。
而在進入日治時期後，該廟由官廟轉為安平六角頭的公廟，但當時香火並不盛。二次大戰結束後，該廟於民國七十八年（1989年）重修而成今貌。

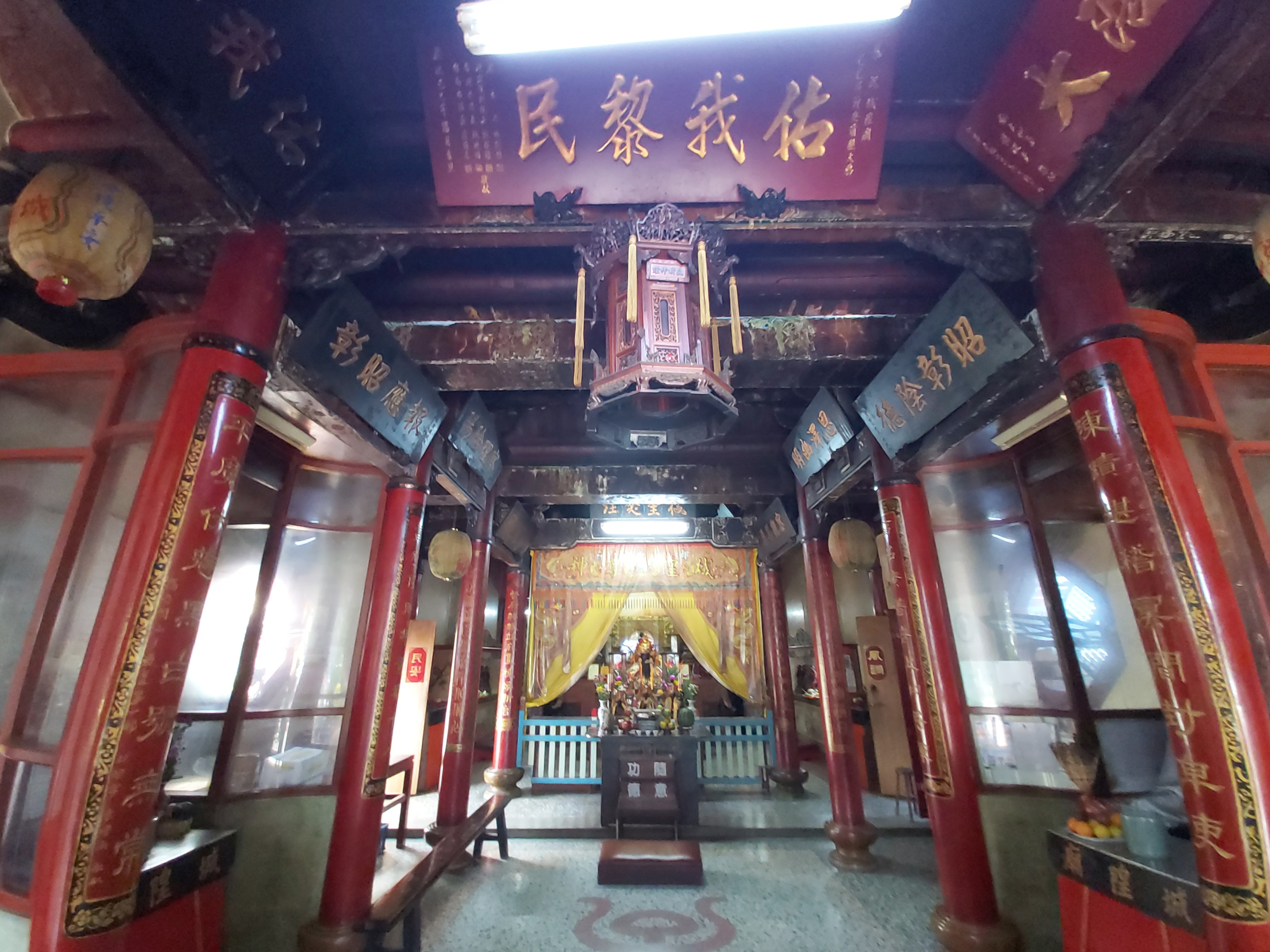
正殿室內
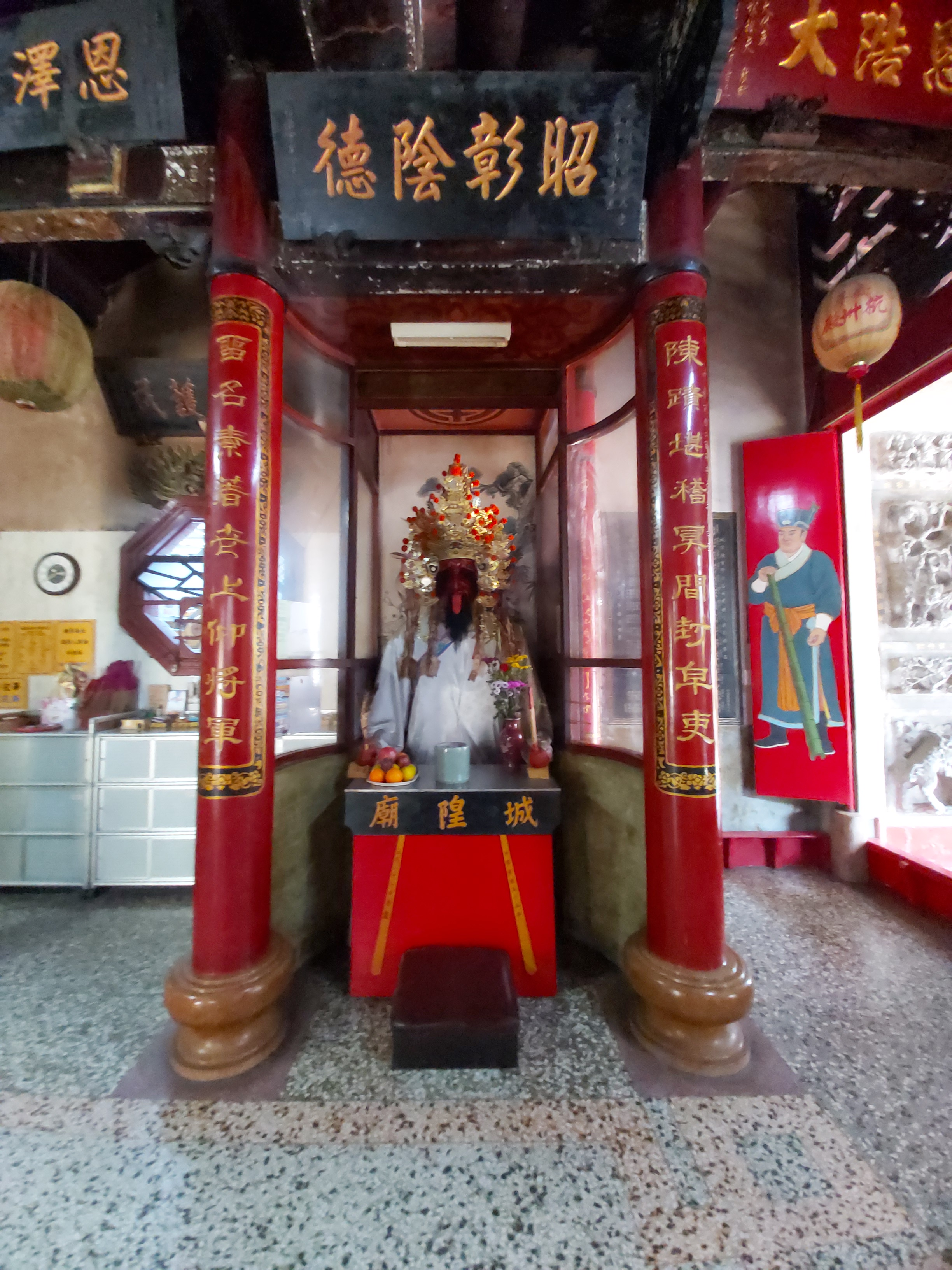
謝將軍龕
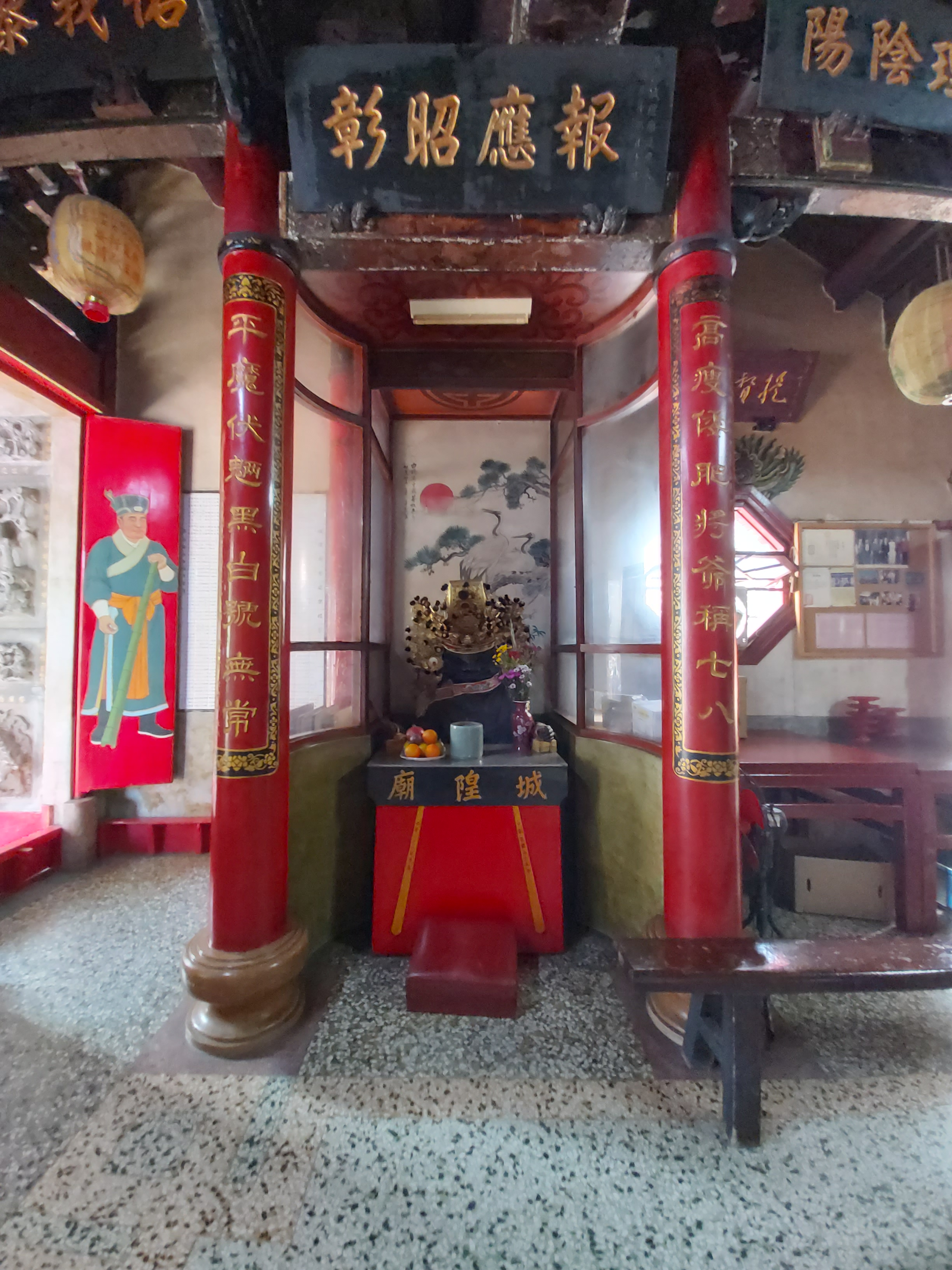
范將軍龕

## 建築

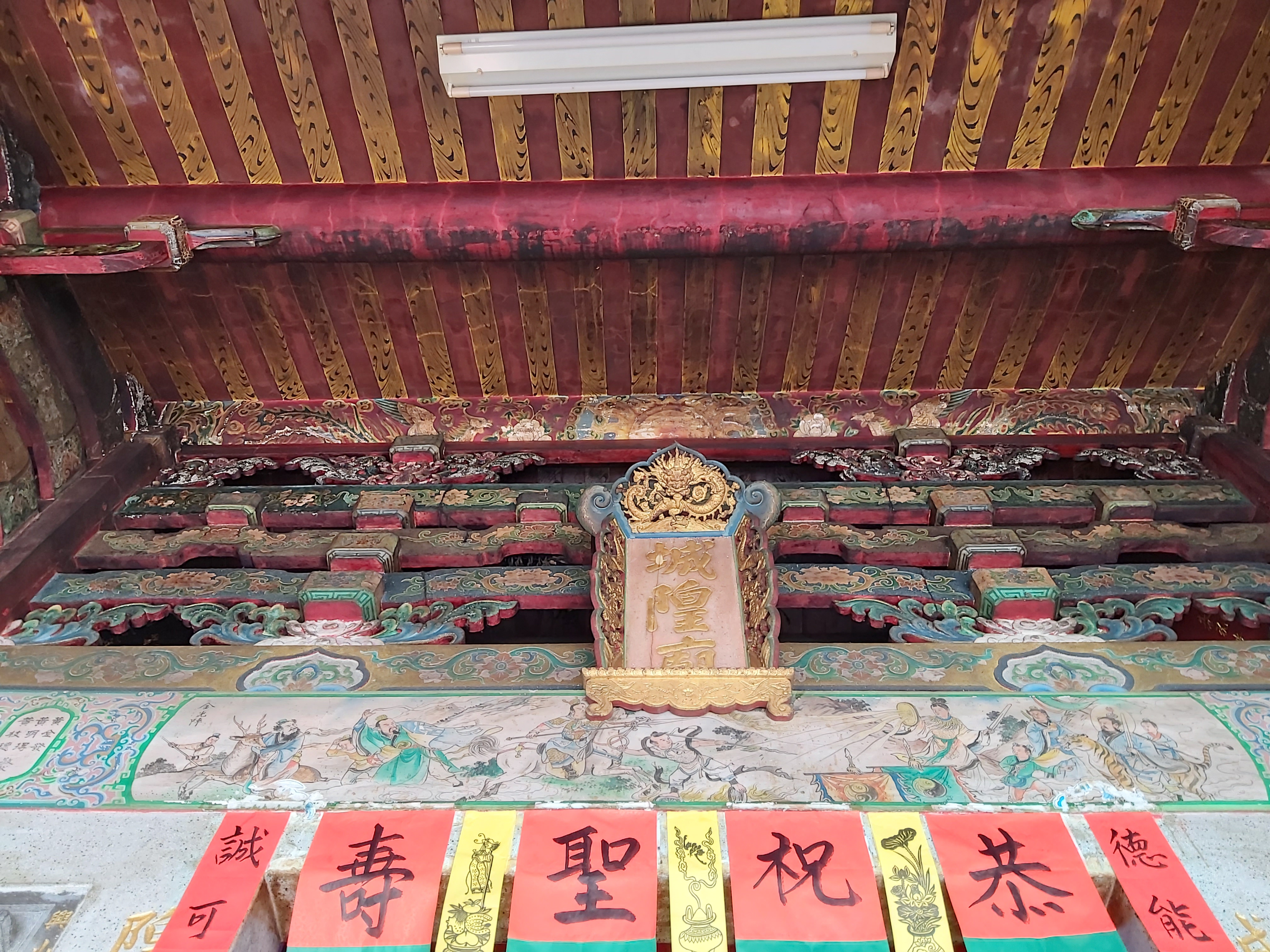
牌匾

安平城隍廟面寬三開間，由三川殿、拜殿與正殿相連而成，為鋼筋水泥建築。其門神為牛頭馬面，與臺南的府城隍廟及縣城隍廟有別，為陳壽彝之作。

## 祀神
該廟除供奉城隍之外，尚供奉有城隍夫人、范府千歲、福德正神、註生娘娘、二十四司、文武判官、牛頭馬面與范謝將軍。

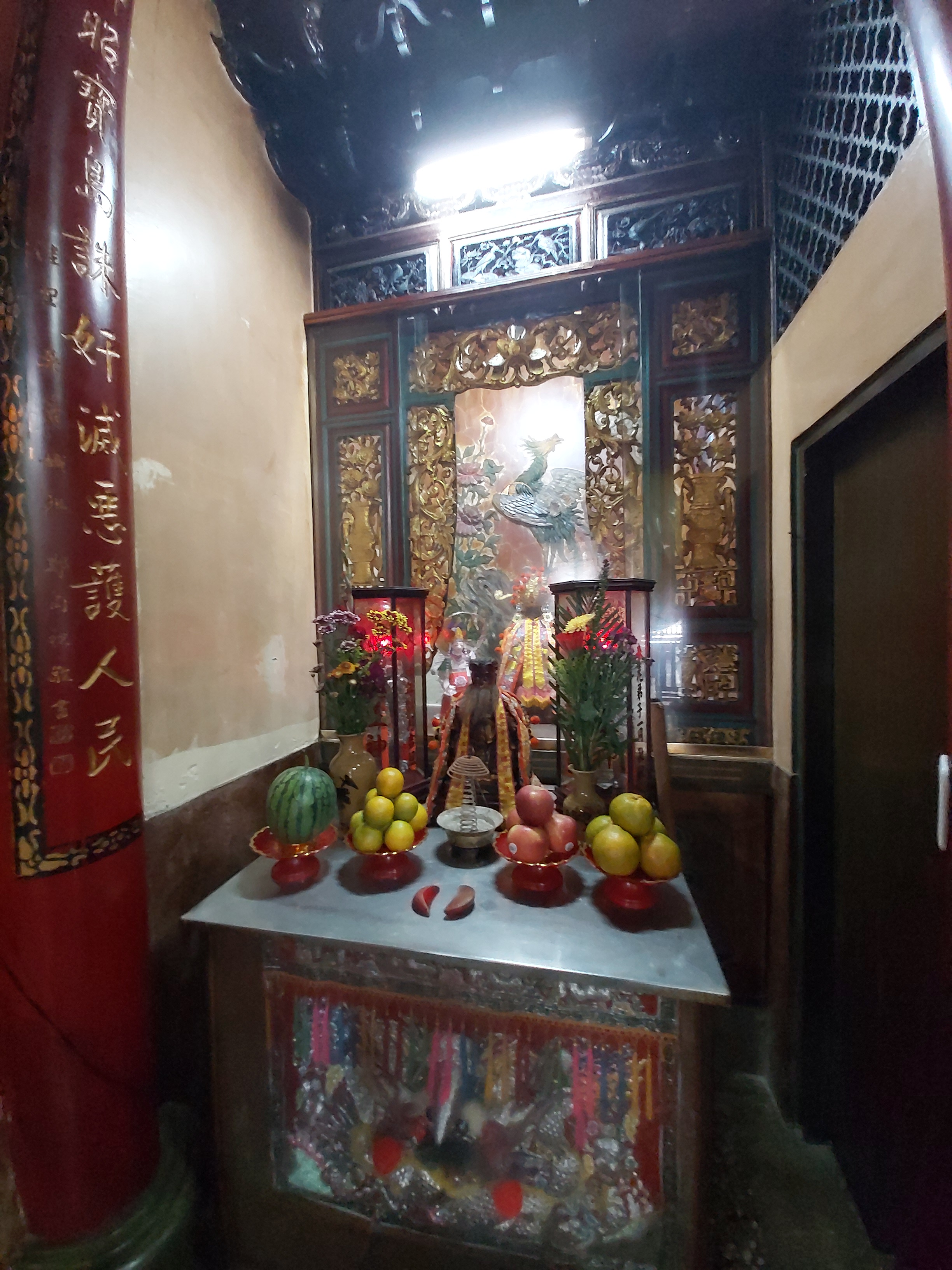
福德正神
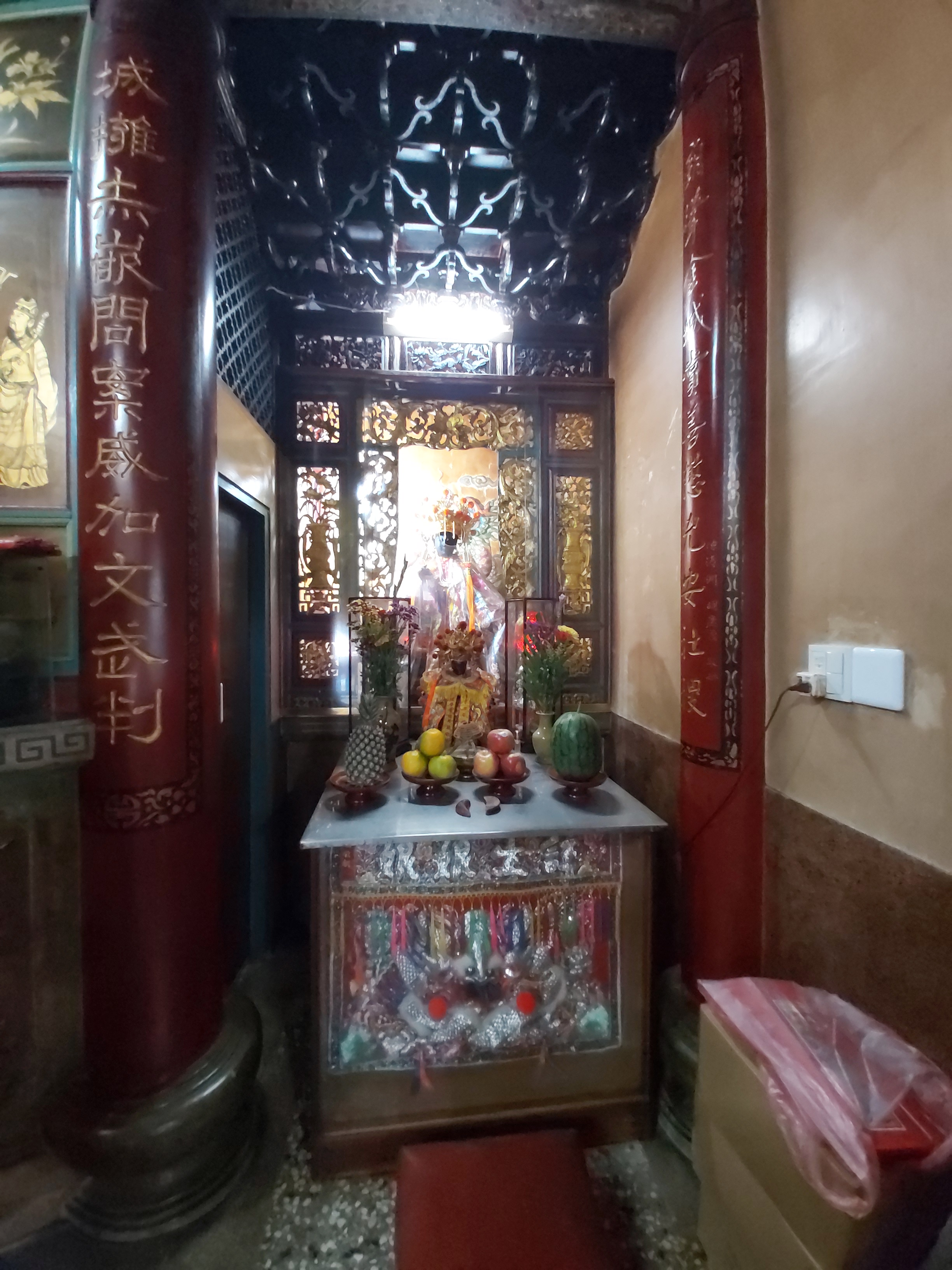
註生娘娘
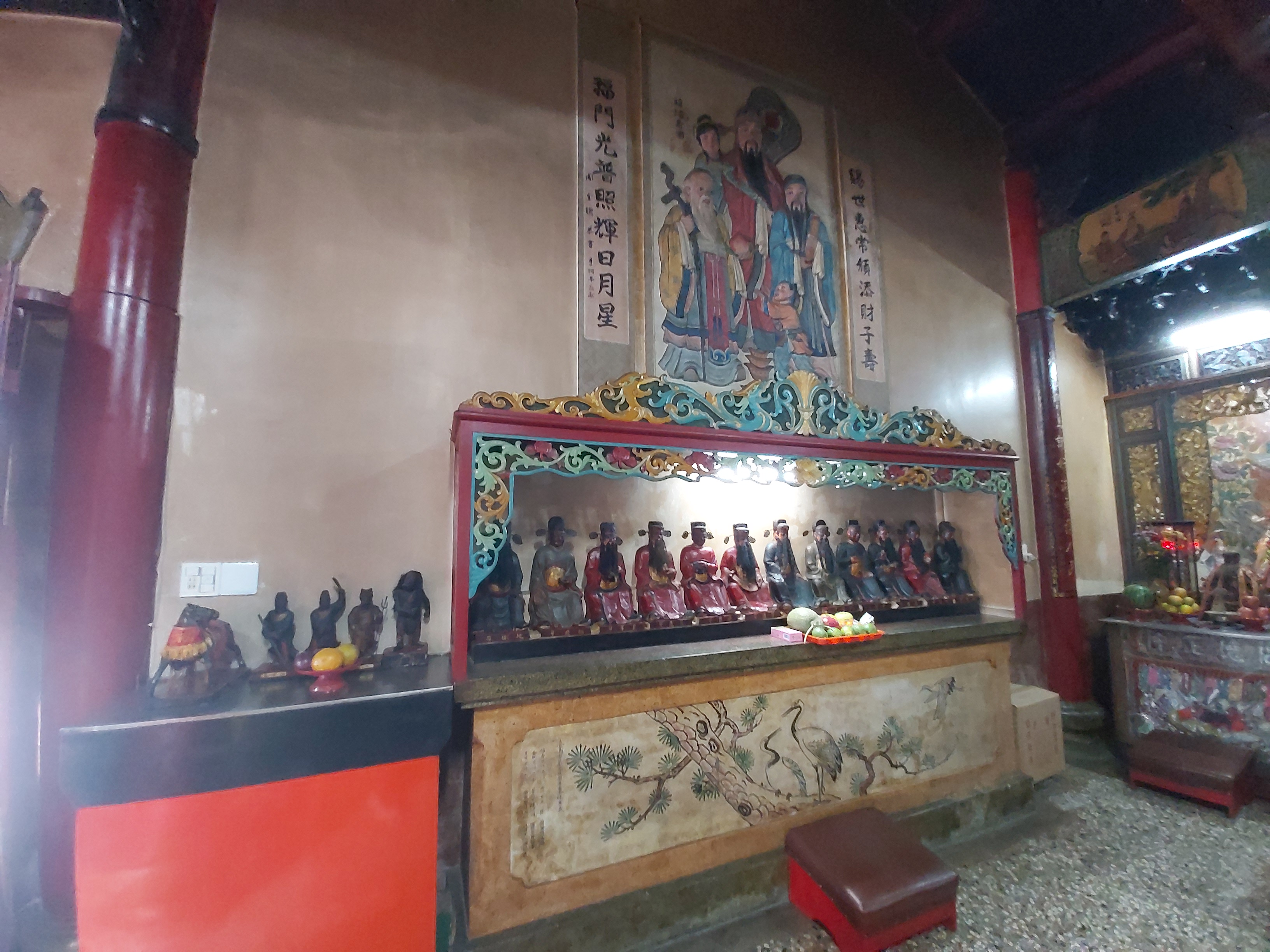
諸司官

## 外部連結
- 安平城隍廟的Facebook專頁